# Oud-Reeuwijk
Oud-Reeuwijk (52° 03′ N, 4° 43′ L) é uma vila dos Países Baixos, na província de Holanda do Sul. Oud-Reeuwijk pertence ao município de Reeuwijk, e está situada a 4 km, a norte de Gouda.
A área de Oud-Reeuwijk, que também inclui as partes periféricas da cidade, bem como a zona rural circundante, tem uma população estimada em 120 habitantes.